# Nemzeti Bajnokság I
Nemzeti Bajnokság I je nogometna liga navišeg ranga u Mađarskoj. U ligi igra 12 momčadi. Najuspješnji klub je Ferencvarosi TC s 35 naslova prvaka.

## Prvaci
Izvori:
- Ferencvárosi TC: 35
  - 1903., 1905., 1906./07., 1908./09., 1909./10., 1910./11., 1911./12., 1912./13., 1925./26., 1926./27., 1927./28., 1931./32., 1933./34., 1937./38., 1939./40., 1940./41., 1948./49., 1962./63., 1964., 1967., 1968., 1975/76., 1980./81., 1991./92., 1994./95., 1995./96., 2000./01., 2003./04., 2015./16., 2018./19., 2019./20., 2020./21., 2021./22., 2022./23., 2023./24.
- MTK: 23
  - 1904., 1907./08., 1913./14., 1916./17., 1917./18., 1918./19., 1919./20., 1920./21., 1921./22., 1922./23., 1923./24., 1924./25., 1928./29., 1935./36., 1936./37., 1951., 1953., 1957./58., 1986./87., 1996./97., 1998./99., 2002./03., 2007./08.
- Újpest FC: 20
  - 1929./30., 1930./31., 1932./33., 1934./35., 1938./39., 1945., 1945./46., 1946./47., 1959./60., 1969., 1970., 1970./71., 1971./72., 1972./73., 1973./74., 1974./75., 1977./78., 1978./79., 1989./90., 1997./98.
- Budapest Honvéd FC: 14
  - 1949./50., 1950., 1952., 1954., 1955., 1979./80., 1983./84., 1984./85., 1985./86., 1987./88., 1988./89., 1990./91. 1992./93., 2016./17.
- Debreceni VSC: 7
  - 2004./05., 2005./06., 2006./07., 2008./09., 2009./10., 2011./12., 2013./14.
- Vasas SC: 6
  - 1957., 1960./61., 1961./62., 1965., 1966., 1976./77.
- Csepel SC: 4
  - 1941./42., 1942./43., 1947./48., 1958./59.
- Győri ETO FC: 4
  - 1963., 1981./82., 1982./83., 2012./13.
- Fehérvár FC: 3
  - 2010./11., 2014./15., 2017./18.
- Budapesti TC: 2
  - 1901., 1902.
- Vác FC: 1
  - 1993./94.
- Dunaújváros FC: 1
  - 1999./00.
- FC Oradea: 1
  - 1943./44.
- Zalaegerszegi TE: 1
  - 2001./02.